# Baird (Washington)
Baird az Amerikai Egyesült Államok északnyugati részén, Washington állam Douglas megyéjében elhelyezkedő kísértetváros.
Douglas postahivatala 1888 és 1968 között működött. A település nevét James Baird postamesterről kapta.

## Fordítás
Ez a szócikk részben vagy egészben  a   Baird, Washington című angol Wikipédia-szócikk ezen változatának fordításán alapul.  Az eredeti cikk szerkesztőit annak laptörténete sorolja fel. Ez a jelzés csupán a megfogalmazás eredetét és a szerzői jogokat jelzi, nem szolgál a cikkben szereplő információk forrásmegjelöléseként.